# Grabstein für Dietrich II. Schenk von Flügelsberg

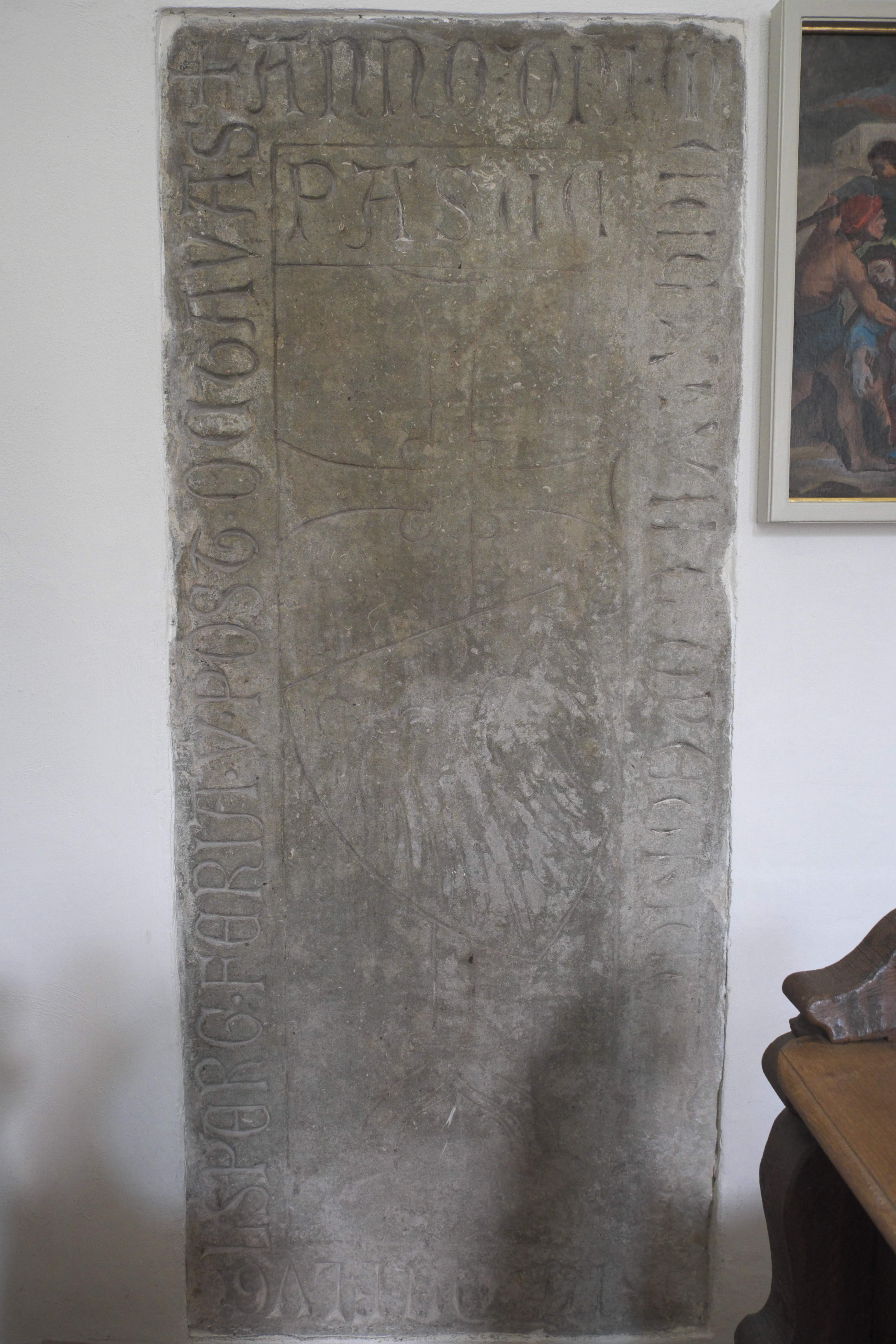
Grabstein für Dietrich II. Schenk von Flügelsberg

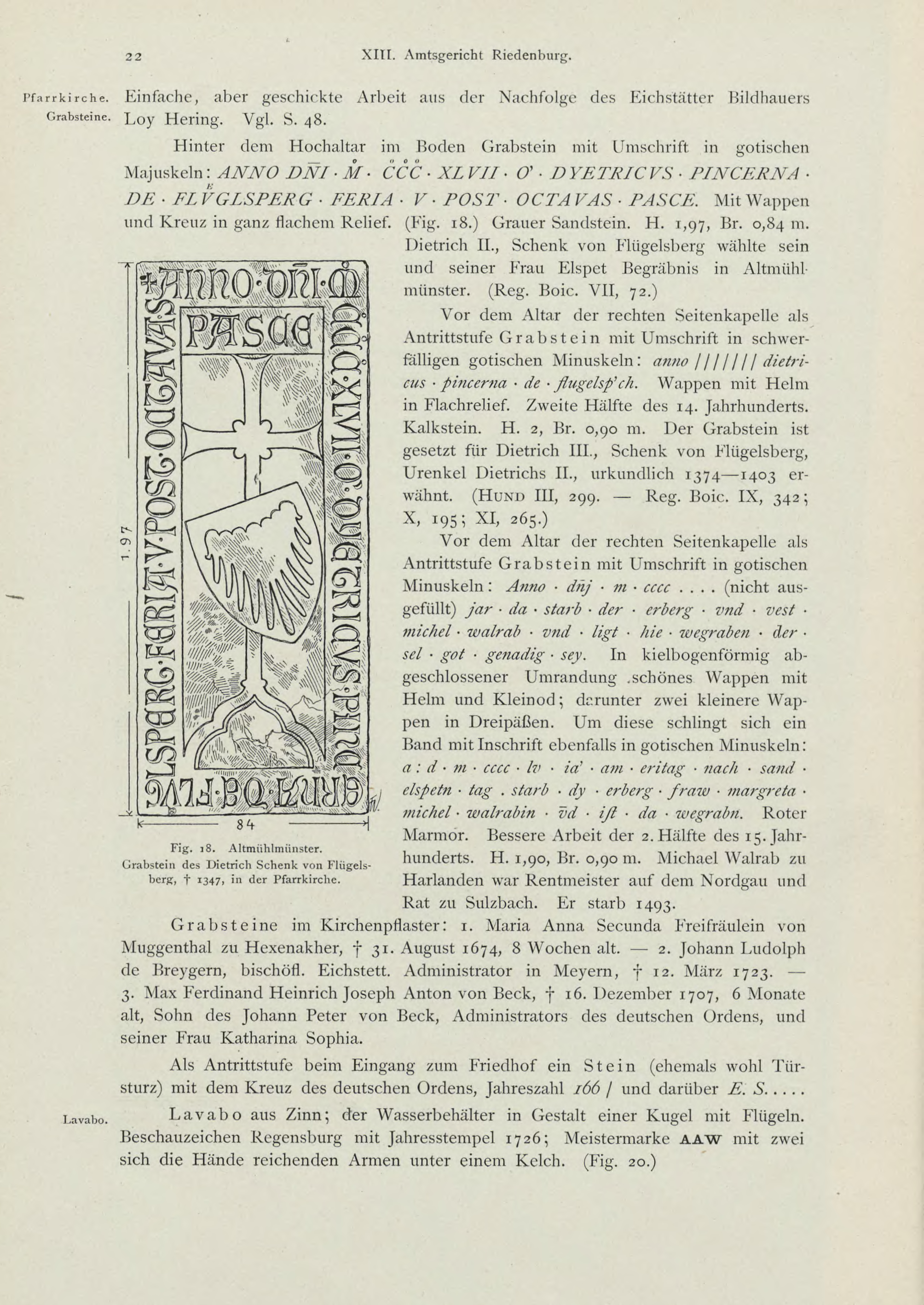
Beschreibung und Zeichnung des Grabsteins aus Die Kunstdenkmäler des Königreichs Bayern

Der Grabstein für Dietrich II. Schenk von Flügelsberg in der Pfarrkirche St. Johannes Baptist in Altmühlmünster, einem Stadtteil von Riedenburg im niederbayerischen Landkreis Kelheim, wurde um 1347 geschaffen. Der Grabstein an der Nordwand der Kirche ist als Teil der Kirchenausstattung ein geschütztes Baudenkmal.
Der 84 cm breite und 1,97 Meter hohe Grabstein für Dietrich II. Schenk von Flügelsberg († 1347) mit Wappen und Kreuz im Relief wurde aus grauem Sandstein gefertigt. 

Die Umschrift in gotischen Minuskeln lautet: 

„ANNO DMI MCCCXLVII O'[BIIT] DYETRICVS PINCERNA DE FLUEGLSPERG FERIA V POST OCTAVAS PASCE“

„Im Jahr des Herrn 1347 verstarb Dietrich Schenk von Flügelsberg am 5. Tag nach der Osteroktav.“